# Owe Jonsson
Owe Jonsson (Växjö, 23 novembre 1940 – Växjö, 29 settembre 1962) è stato un velocista svedese.

## Biografia
Particolarmente attivo sulle distanze comprese tra i 100 e i 400 metri piani, fu sette volte campione svedese tra il 1960 e il 1962 (nei 100 e 200 metri piani, nella staffetta 4×400 metri e nella staffetta svedese). La distanza su cui ottenne i migliori risultati erano i 200 metri piani, sui quali fece registrare per sei volte il record nazionale svedese.
Nel 1962 conquistò la medaglia d'oro nei 200 metri piani ai campionati europei di atletica leggera di Belgrado, con il tempo di 20"7, sua miglior prestazione personale. Poco meno di due settimane dopo perse la vita a causa di un incidente automobilistico, mentre percorreva la strada tra Växjö, sua città natale, e Alvesta.

## Palmarès
| Anno | Manifestazione | Sede     | Evento          | Risultato | Prestazione | Note                          |
| ---- | -------------- | -------- | --------------- | --------- | ----------- | ----------------------------- |
| 1962 | Europei        | Belgrado | 200 metri piani | Oro       | 20"7        | Miglior prestazione personale |

## Campionati nazionali
- 2 volte campione svedese assoluto dei 100 metri piani (1961, 1962)
- 3 volte campione svedese assoluto dei 200 metri piani (1960, 1961, 1962)
- 1 volta campione svedese assoluto della staffetta 4×400 metri (1962)
- 1 volta campione svedese assoluto della staffetta svedese (1961)